# 前眶擬牙鯛
前眶擬牙鯛為輻鰭魚綱鱸形目鱸亞目鯛科的其中一種，分布於西印度洋區，從莫三比克至南非海域，棲息深度20-100公尺，體長可達90公分，棲息在深海珊瑚礁海域，屬肉食性，以龍蝦、螃蟹、魚類、魷魚等為食，可做為食用魚。